# Виллемстадский человечек

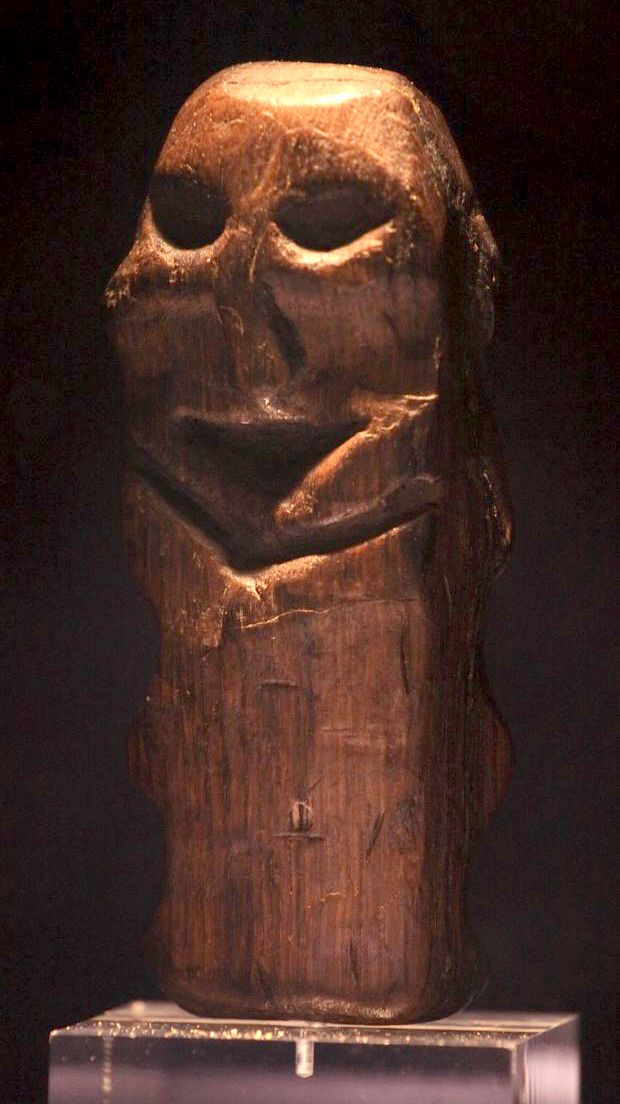
Виллемстадский человечек

Виллемстадский человечек (нидерл. Mannetje van Willemstad) — дубовая статуэтка, датируемая радиоуглеродным анализом 4450 годом до н. э.. Обнаружена в Нидерландах при прокладке системы Фолкеракских шлюзов на глубине 8 метров между корнями дуба. Размер фигурки составляет около 12,5 сантиметров, из частей тела хорошо распознаётся только лицо. Предназначение фигуры не ясно: это могла быть как игрушка, так и ритуальный предмет шаманского культа.
Статуэтка хранится в Государственном музее древностей в Лейдене.